# 2002년 동계 올림픽 일본 선수단
2002년 동계 올림픽 일본 선수단은 2002년 2월 8일부터 24일까지 미국 솔트레이크시티에서 열린 2002년 동계 올림픽에 참가한 올림픽 일본 선수단이다. 1개의 은메달과 1개의 동메달을 획득하였다.

## 메달 집계

### 메달리스트
| 메달 | 이름            | 종목           | 세부 종목 | 날짜 |
| ---- | --------------- | -------------- | --------- | ---- |
|      | 시미즈 히로야스 | 스피드스케이팅 | 남자 500m |      |
|      | 사토야 다에     | 프리스타일     | 여자 모굴 |      |